# Communauté de communes de Loir-et-Sarthe
La communauté de communes de Loir-et-Sarthe est une ancienne communauté de communes française située dans le département de Maine-et-Loire et la région Pays de la Loire.
Elle se situait dans la région du Baugeois et faisait partie du syndicat mixte Pays des Vallées d'Anjou.

## Historique
Créée en 1995, la communauté de communes comptait six communes jusqu'en décembre 2011. Les communes de Soulaire-et-Bourg et d'Écuillé ont quitté la communauté de communes pour rejoindre la communauté d'agglomération d'Angers Angers Loire Métropole.
Dans le cadre de la loi de réforme des collectivités territoriales du 16 décembre 2010, un projet de fusion est initié en 2011 entre la communauté de communes de Loir-et-Sarthe (CCLS) et la communauté de communes du Haut-Anjou (CCHA), ; Projet ayant pour conséquence le regroupement des neuf communes en une seule intercommunalité au 1er janvier 2014,. En 2013, le projet est abandonné, le consensus n’étant pas établi.
Le schéma départemental de coopération intercommunale de Maine-et-Loire, approuvé le 22 janvier 2016 par la commission départementale de coopération intercommunale, envisage la fusion de la communauté de communes de Loir-et-Sarthe avec les communautés de communes du Loir et des Portes-de-l'Anjou à partir du 1er janvier 2017.
Elle fusionne le 31 décembre 2016 au sein de la communauté de communes Anjou Loir et Sarthe.

## Territoire communautaire

### Géographie
La communauté de communes de Loir-et-Sarthe se trouve à l'ouest de la région du Baugeois, avec une grande partie de son territoire située entre les rivières du Loir, à l'est, et de la Sarthe, à l'ouest.

### Composition
La communauté de communes de Loir-et-Sarthe regroupait quatre communes :
| Nom             | Code Insee | Gentilé    | Superficie (km2) | Population (dernière pop. légale) | Densité (hab./km2) |
| --------------- | ---------- | ---------- | ---------------- | --------------------------------- | ------------------ |
| Cheffes (siège) | 49090      | Cheffois   | 17,35            | 971 (2014)                        | 56                 |
| Baracé          | 49017      | Baracéens  | 13,46            | 557 (2014)                        | 41                 |
| Étriché         | 49132      | Étrichéens | 19,60            | 1 525 (2014)                      | 78                 |
| Tiercé          | 49347      | Tiercéens  | 33,70            | 4 314 (2014)                      | 128                |

## Administration

### Présidence
| Période                                  | Période | Identité            | Étiquette | Qualité                    |
| ---------------------------------------- | ------- | ------------------- | --------- | -------------------------- |
| 2001                                     | 2008    | Gérard Renaud       |           | Maire de Soulaire-et-Bourg |
| 2008                                     | 2014    | Jacky Gledel        | PS        | Maire-adjoint de Tiercé    |
| 2014                                     | 2016    | Jean-Jacques Girard |           |                            |
| Les données manquantes sont à compléter. |         |                     |           |                            |

### Compétences
Située à Cheffes, elle couvre plusieurs domaines, comme le développement économique, l'aménagement de l'espace communautaire, la protection et la mise en valeur de l'environnement, la voirie, la politique du logement, les actions sociales, le tourisme et la culture.
Cet établissement public de coopération intercommunale intervient dans plusieurs domaines :
- compétence développement économique : aménagement, entretien et gestion de zones d'activité, etc ;
- compétence aménagement de l'espace communautaire : création, aménagement et entretien de zones d'aménagement, SCOT (Schéma dans le cadre du Pays des Vallées d'Anjou), schéma de secteur ;
- compétence protection et mise en valeur de l'environnement : actions concourant à l'application des orientations de type Natura 2000 pour les BVA (basses vallées angevines), assainissement collectif, etc ;
- compétence voirie : aménagement et entretien de voirie d'intérêt communautaire ;
- compétence politique du logement : politique du logement social d'intérêt communautaire et action, par des opérations d'intérêt communautaire, en faveur du logement des personnes défavorisées ;
- compétence actions sociales : étude, gestion, création, aménagement et entretien des équipements destinés à l'enfance ou à la jeunesse, etc ;
- compétence tourisme : campings, aménagement et entretien des circuits de randonnée, baignade ;
- compétence culturelle : coordination intercommunale de l'école de musique et des activités bibliothèques ;
- compétence convention de mandat : réalisation de travaux pour le compte des communes sous la forme de convention de mandat.

## Population

### Démographie
| 1995 | 1998 | 2001 | 2004 | 2006  | 2009  | 2011 |
| ---- | ---- | ---- | ---- | ----- | ----- | ---- |
| -    | -    | -    | -    | 8 557 | 7 106 | -    |

### Logement
On comptait en 2009, sur le territoire de la communauté de communes, 3 104 logements, pour un total sur le département de 360 144. 90 % étaient des résidences principales, et 69 % des ménages en étaient propriétaires.

### Revenus
En 2010, le revenu fiscal médian par ménage sur la communauté de communes était de 18 333 €, pour une moyenne sur le département de 17 632 €.

## Économie
Sur 504 établissements présents sur l'intercommunalité à fin 2010, 18 % relevaient du secteur de l'agriculture (pour 17 % sur l'ensemble du département), 9 % relevaient du secteur de l'industrie, 12 % du secteur de la construction, 47 % du secteur du commerce et des services (pour 53 % sur le département) et 14 % de celui de l'administration et de la santé.